# Riccione (singolo)
Riccione è un singolo del gruppo musicale italiano Thegiornalisti, pubblicato il 21 giugno 2017 dalla Carosello Records.

## Descrizione
La canzone, prodotta da Dardust e Matteo Cantaluppi, e scritta da Tommaso Paradiso in collaborazione con lo stesso Dardust e Alessandro Raina, attraverso le sonorità vintage anni ottanta e, allo stesso tempo, contemporanee che caratterizzano la band romana, racconta immagini e sensazioni di un'estate senza tempo.

## Video musicale
Il video, diretto da Antonio Usbergo e Niccolò Celaia di YouNuts!, è stato pubblicato nel canale YouTube del gruppo. Il video rimanda a scenari anni ottanta e novanta ispirati da film e serie televisive di culto come Sapore di mare e Baywatch, è stato diretto  ed è stato girato tra Riccione, Rimini e Cattolica.

## Tracce
Testi di Tommaso Paradiso, Dario Faini e Alessandro Raina, musiche di Dardust e Matteo Cantaluppi.
1. Riccione – 3:16

## Classifiche

### Classifiche settimanali
| Classifica (2017) | Posizione massima |
| ----------------- | ----------------- |
| Italia            | 1                 |
| Svizzera          | 59                |

### Classifiche di fine anno
| Classifica (2017) | Posizione |
| ----------------- | --------- |
| Italia            | 23        |